# Max Davidson
Max Davidson (* 23. Mai 1875 in Berlin, Deutsches Reich; † 4. September 1950 in Woodland Hills, Kalifornien) war ein US-amerikanischer Filmschauspieler, der in rund 200 Filmen mitwirkte. In den 1920er Jahren erlebte er eine kurze Karriere als Starkomiker.

## Leben
Der deutsche Jude Max Davidson emigrierte in den 1890er Jahren in die USA, wo er im Vaudeville auftrat. Beim Film erhielt er spätestens ab 1912 Beschäftigung als Kleindarsteller. Bis Mitte der 1910er Jahre spielte er bei der Komic Pictures Company, häufig unter dem Vielfilmer Edward Dillon und neben den Darstellern Fay Tincher und Bobby Ray. Bereits 1914 verkörperte Davidson in mehreren heute verschollenen Filmen die jüdische Figur Izzy. Mit intensivem mimischen Ausdruck spezialisierte er sich auch im Folgenden auf solche Figuren. Einem breiten Publikum wurde er 1925 in der Rolle des jüdischen Lumpensammlers in den Jackie-Coogan-Filmen The Rag Man und dessen Nachfolger Alles für die Firma bekannt.
Nach diesem Erfolg nahm ihn der Produzent Hal Roach unter Vertrag, in dessen Studios in den Jahren 1927 und 1928 insgesamt 18 stumme Kurzfilmkomödien mit Max Davidson als Hauptdarsteller entstanden. In den von Leo McCarey, Clyde Bruckman oder Fred Guiol gedrehten Filmen verkörperte Davidson einen verwachsenen jüdischen Familienvater, der in verzweifelten Versuchen, die Tradition hochzuhalten, nicht immer Herr der Lage ist. Zu seinen typischen Gesten gehörten ein skeptisches Kraulen des Bartes und ein entsetztes Klatschen mit der Hand gegen die Wange. Wichtigster Nebendarsteller in den Kurzfilmen des Komikers war der meist als idiotischer Sohn besetzte Spec O’Donnell, während die aufmüpfige Tochter in den meisten der erhaltenen Filme von Martha Sleeper gespielt wurde.
In Call of the Cuckoo (1927) traten Stan Laurel, Oliver Hardy, Charley Chase und James Finlayson an der Seite Davidsons auf. Der Running Gag des Films Flaming Fathers (1927), in dem der Protagonist ständig Menschenaufläufe verursacht, wurde von dessen Regisseur Laurel für den Laurel-und-Hardy-Kurzfilm Putting Pants On Philip (1927) übernommen (der früher in die Kinos kam, aber später gedreht wurde). Als gelungenste der meist überdurchschnittlichen Max-Davidson-Komödien gilt weithin Pass the Gravy (1928), die zum größten Teil aus einer Esstisch-Szene besteht, bei der die Davidson-Familie sich verzweifelte Ablenkungsmanöver einfallen lassen muss, damit ihr Gast nicht bemerkt, dass er gerade seinen wertvollen preisgekrönten Hahn verspeist. 
Wegen des überragenden Erfolges des Duos Laurel & Hardy konzentrierte sich Produzent Roach bald auf diese beiden sowie den Dauerbrenner Die kleinen Strolche und stellte die Max-Davidson-Reihe nach zwei Jahren wieder ein. Bis Mitte der 1940er Jahre fand Davidson anschließend noch Arbeit als Neben- und Kleindarsteller, überwiegend ohne in den Credits Erwähnung zu finden.

## Filmografie (Auswahl)
Stummfilme
- 1915: Don Quixote
- 1916: Intolerance
- 1918: The Hun Within
- 1919: The Hoodlum
- 1921: No Woman Knows
- 1923: The Extra Girl
- 1923: The Darling of New York
- 1925: The Rag Man
- 1925: Alles für die Firma (Old Clothes)
- 1926: Get 'Em Young
- 1927: Anything Once!
- 1927: Meine beste Freundin (My Best Girl)

Max-Davidson-Reihe bei Hal Roach (komplett)
Etliche dieser stummen Kurzfilmkomödien gelten als nur noch fragmentarisch erhalten (*) oder verschollen (**).
- 1927: Die unfolgsame Tochter (Why Girls Say No)
- 1927: Jewish Prudence
- 1927: Don't Tell Everything
- 1927: What Every Iceman Knows**
- 1927: Das Haus der tausend Freuden (Call of the Cuckoo)
- 1927: Should Second Husbands Come First?
- 1927: Love 'Em and Feed 'Em*
- 1927: Fighting Fathers**
- 1927: Flaming Fathers
- 1928: Und ein stolzer Hahn dazu (Pass the Gravy)
- 1928: Dumb Daddies*
- 1928: Came the Dawn*
- 1928: Blow by Blow**
- 1928: Tell It to the Judge**
- 1928: Should Women Drive?**
- 1928: That Night**
- 1928: Do Gentlemen Snore?**
- 1928: The Boy Friend

Tonfilme
- 1929: Hurdy Gurdy
- 1929: Moan & Groan, Inc.
- 1930: The Shrimp
- 1931: The Itching Hour
- 1935: Metropolitan
- 1936: Der Held der Prärie (The Plainsman)
- 1937: The Girl Said No
- 1939: Die Zehn Gebote (The Great Commandment)
- 1939: Union Pacific
- 1940: No Census, No Feeling
- 1940: Der große Diktator (The Great Dictator)
- 1943: Auch Henker sterben (Hangmen Also Die!)